# Vigone
Vigone és un comune (municipi) de la ciutat metropolitana de Torí, a la regió italiana del Piemont, situat a uns 30 quilòmetres al sud-oest de Torí. A 1 de gener de 2019 la seva població era de 5.163 habitants.
Vigone limita amb els següents municipis: Buriasco, Virle Piemonte, Cercenasco, Macello, Pancalieri, Cavour i Villafranca Piemonte.